# Molepolole
Molepolole ist eine Stadt in Botswana. Bei der letzten Volkszählung von 2001 lag ihre Bevölkerungszahl bei 54.561, für 2008 liegt sie einer Berechnung zufolge bei rund 70.000. Sie ist Regierungssitz des Distrikts Kweneng und Botswanas drittgrößte Stadt nach Gaborone und Francistown.
Die Stadt ist Zentrum des Bakwena-Stammes der Batswana.